# برايان بول (مغني)
برايان بول (بالإنجليزية: Brian Poole)‏ هو مغني بريطاني، ولد في 3 نوفمبر 1941 في داجنهام في المملكة المتحدة.

## وصلات خارجية
- الموقع الرسمي
- برايان بول على موقع IMDb (الإنجليزية)
- برايان بول على موقع ميوزك برينز (الإنجليزية)
- برايان بول على موقع أول ميوزيك (الإنجليزية)
- برايان بول على موقع ديسكوغز (الإنجليزية)